# Laurentino Cortizo
Laurentino Cortizo Cohen, noto in patria come Nito Cortizo (Panama, 30 gennaio 1953), è un politico panamense, dal 2019 al 2024 presidente di Panama dopo la sua vittoria alle elezioni generali del 2019.
Membro della Partito Rivoluzionario Democratico (PRD), tra il 1994 ed il 2004 membro dell'Assemblea Legislativa e suo presidente tra 2000 e 2001.
Nel 2004, durante la presidenza di Martín Torrijos, fu ministro dello Sviluppo dell'agricoltura e del bestiame, rinunciando all'incarico il 6 gennaio del 2006 in quanto in disaccordo con alcune clausole del Trattato di Libero Commercio tra Stati Uniti e Panama, in particolare riguardo alla riduzione delle misure fitosanitarie e zoosanitarie nei confronti degli Stati Uniti.

## Biografia

### Primi anni
Nacque a Panama, il padre, Laurentino Cortizo Cortizo, era di origine spagnola, in quanto nativo del villaggio di Ricovanca, nei pressi del comune spagnolo di Beariz, in Galizia, ed Esther Cohen di Cortizo, di origine ebreo-greca. Frequentò gli studi primari presso la Scuola Javier e gli studi secondari alla Scuola della Uscire in Nicaragua. Ha poi frequentato l'Accademia Militare di Valley Forge negli Stati Uniti. Si è laureato in Amministrazione d'Imprese presso l'Università di Norwich, Stati Uniti. Ha conseguito un master's degree in Amministrazione d'Imprese e un dottorato in Commercio Internazionale presso l'università di Austin.

### Candidatura presidenziale
Nel maggio 2014, dopo la sconfitta del Partito Rivoluzionario Democratico nelle elezioni, il partito entrò in crisi di leadership spingendo Navarro a, non solo a rinunciare alla segreteria generale, ma ad entrare in conflitto con Benicio Robinson, presidente di PRD, che preferì non rinunciare. Cortizo venne visto come una delle possibili figure che avrebbero potuto, in quel momento, ricomporre il partito. Nel 2015, ha negoziato la controversia interna al PRD, manifestando nuovamente il suo interesse a diventare presidente della Repubblica alle elezioni del 2019.

## Vita privata
Sposato con Yazmín Colón de Cortizo, ha due figli, Jorge Andrew e Carolina Esther, e due nipoti. La sua formazione politica si è ispirata al giurista e politico liberale colombiano Jorge Eliécer Gaitán, mentre uno zio di Cortizo fu deputato per la provincia di Colón. Si dichiara un cristiano devoto e assiduo lettore della Bibbia.